# Sami al-Dżundi
Sami al-Dżundi (ur. 1921, zm. 1996) – syryjski polityk związany z partią Baas.

## Życiorys
Ukończył na Uniwersytecie Damasceńskim studia w zakresie stomatologii w 1944. Podczas nauki poznał jednego z ideologów baasizmu, Zakiego al-Arsuziego, i pod jego wpływem przyłączył się do partii Baas już w pierwszym roku jej funkcjonowania (1947). Jako panarabista negatywnie odnosił się do wojskowych rządów Husniego az-Za’ima, Samiego al-Hinnawiego i Adiba asz-Sziszaklego. Był zwolennikiem unii Syrii z naserowskim Egiptem. Po powstaniu Zjednoczonej Republiki Arabskiej jej prezydent Gamal Abdel Naser powierzył mu stanowisko dyrektora biura informacji i propagandy. Al-Dżundi pozostawał na nim do upadku ZRA w 1961.
Po upadku ZRA al-Dżundi stracił pracę w syryjskiej administracji publicznej. Dwa lata później, gdy Komitet Wojskowy partii Baas przeprowadził w Syrii zamach stanu, al-Dżundi otrzymał stanowisko ministra informacji w rządzie Salah ad-Dina al-Bitara i rzecznika Rady Rewolucyjnych Dowódców. W kwietniu 1963 brał udział w krótkotrwałych, zakończonych niepowodzeniem negocjacjach syryjsko-egipskich w sprawie nowej unii obu państw. 11 maja 1963 Rada Rewolucyjnych Dowódców powierzyła mu misję sformowania nowego rządu, jednak al-Dżundi nie zdołał tego zrobić i po trzech dniach zrezygnował. Wszedł natomiast do nowego gabinetu Salah ad-Dina al-Bitara jako minister informacji, kultury i przewodnictwa narodowego. Pozostawał na tym stanowisku także w kolejnych rządach, do października 1964. Jako minister informacji sugerował kierującemu partyjnym Komitetem Wojskowym gen. Salahowi Dżadidowi ujawnienie treści alawickich świętych ksiąg (tradycyjnie utrzymywanych w tajemnicy i udostępnianych jedynie wiernym, którzy przeszli odpowiednie rytuały), by w ten sposób skuteczniej walczyć ze stereotypami, jakie funkcjonowały w Syrii na temat alawitów. Dżadid nie zgodził się jednak na ten krok.
W 1964 prezydent Syrii gen. Amin al-Hafiz mianował go ambasadorem Syrii we Francji. Al-Dżundi pełnił te obowiązki do 1970, gdy po kolejnym zamachu stanu władzę w kraju przejął Hafiz al-Asad. Emigrował do Libanu, gdzie pozostawał do 1982. Następnie wrócił do Syrii i podjął pracę jako dentysta, nie angażując się więcej w polityce.
W 1969 wydał w Bejrucie krótkie wspomnienia opisujące historię i przemiany w partii Baas w okresie, gdy był aktywny w krajowej polityce.
Jego kuzyn Abd al-Karim al-Dżundi był jednym z liderów Komitetu Wojskowego partii Baas. Inny krewny, Chalid al-Dżundi, był w latach 1963-1968 przewodniczącym kontrolowanej przez Baas centrali związków zawodowych.